# Jalan Besar Stadium
Jalan Besar Stadium, officiellt Jalan Besar ActiveSG Stadium, är en fotbollsstadion i Kallang, Singapore. Stadion är en del av Jalan Besar Sports and Recreation Centre, en gemenskapsidrottsanläggning som inkluderar såväl stadion som ett simkomplex.
Stadion är hemmaplan för Singapore Premier League-klubben Young Lions. Stadion används också som en alternativ hemmaplan till nationalstadion för Singapores landslag. Singapores fotbollsförbund har sitt huvudkontor på arenan.